# 大師堂かな
大師堂 かな（だいしどう かな、3月27日 - ）は、日本の声優。以前はINSPIONエージェンシーに所属していた。

## 経歴
愛知県出身。
2021年1月ゲーム「ドラゴンエッグ」ゾディアックのCVを担当。ほか、新人声優として「17ライブ」でライブ配信に挑戦し、新人イベント「新人ライバーの進撃 Vol.36」にて、開始２週間という異例の速さでフォロワー10,000人を突破する。 同年、FMラジオ「三上枝織と山本希望のかだれ!あずまし列島!」内のミニコーナーを担当。
2023年、市川うららFMにて初の単独番組RADIOCROSSING 大師堂かなの『生きてるだけでエラい！！』が放送開始。

## 参加作品
- 「ドラゴンエッグ」ゾディアック
- シンガーソングライター あれくん シングル『ねえ』CDジャケットモデル
- MAPLUSキャラdeナビ[2]
- 株式会社アイフリーク GAMES開催　第2回IFGゲーム大会司会
- 三上枝織と山本希望のかだれ!あずまし列島
- RADIOCROSSING 大師堂かなの『生きてるだけでエラい！！』